# Stenopogon hamus
Stenopogon hamus är en tvåvingeart som beskrevs av Martin 1968. Stenopogon hamus ingår i släktet Stenopogon och familjen rovflugor. Inga underarter finns listade i Catalogue of Life.